# Desa Selowogo
Desa Selowogo är en administrativ by i Indonesien.   Den ligger i provinsen Jawa Barat, i den västra delen av landet, 800 km öster om huvudstaden Jakarta.